# Vrtlog
Vrtlog je spiralno strujanje fluida (plinovi ili tekućine), prašinaste tvari, električne struje i drugo oko točke ili osi. Vrtložne električne struje (Foucaultove struje) nastaju u unutrašnjosti metalnih vodiča u jakom magnetskom polju. Magnetski vrtlozi u supravodičima oblikuju se prilikom prijelaza u supravodljivo stanje.

## Primjeri

### Ciklona
Ciklona (engl. cyclone, prema grč. ϰύϰλος: krug) je područje relativno sniženog tlaka u izvantropskim zemljopisnim širinama, s promjerom od kojih 500 kilometara do više tisuća kilometara, u kojem postoji vrtložno strujanje zraka koje se može protezati i kroz cijelu troposferu. Na sinoptičkim kartama područje ciklone ograničeno je s više zatvorenih izobara; vjetrovi u cikloni pušu na sjevernoj polutki u smjeru suprotnom od gibanja kazaljke na satu, a na južnoj polutki u smjeru gibanja kazaljke na satu (ciklonalna cirkulacija). Zbog toga što je strujanje zraka u cikloni redovito povezano s minimumom u razdiobi tlaka na morskoj razini (barometarski ili barički minimum), katkada se područje sniženog tlaka zraka naziva i depresija.

### Anticiklona
Anticiklona je područje visoka tlaka u atmosferi. Ako se raspored tlaka zraka na nekoj visini prikaže s pomoću izobara, to jest linija jednakoga tlaka zraka, tada se anticiklona prikazuje zatvorenim kružnim ili eliptičnim izobarama u kojima se nalazi maksimum tlaka zraka (barometarski maksimum). U anticikloni na sjevernoj polutki zrak struji u smjeru gibanja kazaljke na satu, na južnoj polutki u obrnutom smjeru i udaljuje se od središta prema rubovima anticiklone. Zbog toga se u visinama zrak spušta pa u anticiklonalnim područjima pretežito prevladava lijepo i stabilno vrijeme s malo oblaka. Osobito zimi, međutim, u donjim slojevima zraka u anticikloni se pojavljuju niski oblaci ili magla.

### Tornado
Tornado (engl., metatezom od španj. tronada: oluja) je vrlo intenzivan zračni vrtlog u obliku lijevka ili cijevi ispod oblaka vertikalnoga razvoja (kumulusa ili, češće, kumulonimbusa), koji se pruža sve do površine tla. Katkada se pojavljuje i više cijevi istodobno; cijev ne mora uvijek biti vidljiva. Promjer cijevi, nastale kondenzacijom vodene pare, iznosi od nekoliko desetaka do stotinjak metara, a visina cijevi može biti i do 1000 metara. Uzduž osi tornada nastaje nagli i jaki pad tlaka zraka, katkada i do 200 hPa. Brzina razornoga vjetra u vrtlogu najveća je brzina vjetra u prirodi, pa može premašiti i 500 km/h, dovodeći do velikih razaranja i pustošenja, te ljudskih žrtava na putanji dugoj katkada i više od stotinu kilometara. Tornado traje od nekoliko sekunda do jednoga sata, rijetko više, a brzina pomicanja vrtloga ovisi o kretanju matičnoga oblaka i u prosjeku je oko 50 km/h. Tornado nastaje u uvjetima prodora svježega zraka iz sjevernih predjela na područje vrlo zagrijanoga zraka, na crti njihova dodira, uz jaku grmljavinu, ponajprije u toplije doba godine. 
Dva su tipa tornada: prvi se tip rjeđe pojavljuje, i to uz jako razvijene grmljavinske ćelije i takozvanu mezociklonu (područje rotirajuće, jake uzlazne struje unutar grmljavinske ćelije); drugi, češći tip nastaje na granici izraženo različitih i vrlo labilnih zračnih masa. Tornado se najčešće pojavljuje u središnjim dijelovima Sjedinjenih Američkih Država (takozvana aleja tornada u Teksasu, Oklahomi i Kansasu), no sve češće i u drugim dijelovima svijeta, pa i u Europi i u Hrvatskoj. Tornado je kraj Novske 1892. podignuo željeznički vagon težak više od 13 tona i odbacio ga na udaljenost od 30 metara, ranio putnike i izazvao veliku štetu. Jačina tornada procjenjuje se s pomoću takozvane Fujitine ljestvice na temelju njegova djelovanja na objekte na tlu (6 stupnjeva), ili s pomoću takozvane TORRO-ljestvice, koja se temelji na izmjerenim brzinama vjetra (12 stupnjeva). Osim izravnim opažanjem očevidaca, otkrivanje područja zahvaćenih tornadom moguće je i radarom, no za sada nema mogućnosti za ciljano djelovanje čovjeka na smanjenje ili otklanjanje nastanka tornada.

### Pijavica
Pijavica ili tromba je atmosferski vrtlog manjega razmjera (od 20 do 100 metara) i kratka trajanja (od nekoliko minuta do najviše jednoga sata) koji se pri izrazito nestabilnoj atmosferi (razlika u tlaku zraka od 1 do 6 Pa) na razmjerno malom prostoru (u promjeru od 10 do 100 metara) pojavljuje ispod olujnoga kišnog oblaka (kumulonimbusa) i kreće se zmijoliko i hirovito. Najčešće nastaje u jugozapadnom dijelu ciklone, gdje su temperatura i vlaga zraka visoke, ili ispred hladne atmosferske fronte. Čine ju jaki vrtložni vjetar i gibljivi oblačni stup. Proteže se od oblaka do (najčešće) morske površine. Donji dio pijavice (visok nekoliko metara) sastoji se od usisane morske vode, a gornji dio od kapljica nastalih kondenzacijom vlažnoga zraka. Prijeđe li pijavica na kopno, duž putanje kojom prolazi može nanijeti goleme štete. Pijavice su znatno slabije jakosti (intenziteta) i kraćega trajanja od tornada.

### Vrtložne struje
Foucaultove struje su električne struje velike jakosti, koje nastaju u unutrašnjosti metalnih vodiča podvrgnutih djelovanju promjenljivoga magnetskoga polja. Zbog toga što teku u zatvorenim krivuljama nalik vrtlozima, nazivaju se i vrtložne struje. U električnim strojevima (električni generator, transformator) one su nepoželjne jer zagrijavaju metalnu armaturu, što je dvostruko štetno: izazivaju gubitak energije i povišenje radne temperature stroja. Kako bi se Foucaultove struje smanjile ili oslabile, metalni se dijelovi električnih strojeva izrađuju od tankih lamela ili limova (0,3 do 5,5 mm debljine) međusobno razdvojenih izolatorom (slojem laka ili tankoga papira). Foucaultove struje mogu se i korisno upotrijebiti (kod indukcijskih peći, elektrodinamičkih prigušivača, elektromagnetskih kočnica na vozilima i drugo).

### Supravodljivost
Supravodljivost je stanje pojedinih tvari koje se na niskim temperaturama očituje u nestanku njihova električnoga otpora, prolasku električne struje kroz tanku izolatorsku barijeru unutar njih bez električnoga otpora (Josephsonov učinak - Brian Josephson) i lebdenju magneta iznad njihove površine (Meissnerov učinak - Walther Meissner). Supravodǉivost je kvantnomehanička pojava i ne može se objasniti klasičnom fizikom. Tipično nastaje u nekim materijalima na jako niskim temperaturama (nižim od -200 °C).

### Akrecijski disk
Akrecijski disk (lat. accretio: rastenje) je oblik nastao spiralnim padanjem difuzne tvari na nebesko tijelo (protozvijezdu, bijeloga patuljka, neutronsku zvijezdu, crnu rupu ili jezgru galaktike). Gravitacijske sile privlače tvar, a velika kutna količina gibanja daje joj oblik diska. Zbog utjecaja više sila (gravitacijske, magnetske, sile trenja) tvar se zagrijava i emitira elektromagnetsko zračenje. Frekvencija zračenja najviše ovisi o tijelu oko kojega se disk oblikovao. Na primjer, ako je tijelo protozvijezda, zračenje je infracrveno, ako je bijeli patuljak, zračenje je u vidljivom dijelu elektromagnetskoga spektra, a ako je neutronska zvijezda ili crna rupa, zračenje je rendgensko. Akrecijski se disk često oblikuje u sustavima bliskih dvojnih zvijezda. Smatra se da veliki sjaj kvazara nastaje zračenjem akrecijskoga diska oko supermasivne crne rupe.

## Strujanje
Strujanje je gibanje tekućine ili plina (fluida). Prema putanji strujanja razlikuje se laminarno i turbulentno strujanje. Kod laminarnoga strujanja sve čestice u istom sloju fluida imaju istu brzinu, to jest svi slojevi fluida gibaju se paralelno i fluid se nužno giba sporo. Kada brzina poraste, slojevi se miješaju i strujanje postaje turbulentno. Prema promjenljivosti brzine razlikuje se: stacionarno strujanje, kod kojega je količina tvari koja prođe kroz svaki presjek konstantna, i nestacionarno strujanje, kod kojega se ta količina mijenja. Ovisno o tome stvaraju li se pri strujanju vrtlozi razlikuje se vrtložno i potencijalno strujanje. Strujanje je vrtložno ako se stvaraju vrtlozi, a ako se vrtlozi ne stvaraju, brzina strujanja može se prikazati s pomoću takozvane potencijalne funkcije pa se takvo strujanje naziva potencijalno. Prijenos topline strujanjem je konvekcija.